# Mansi
 Denne artikel bør gennemlæses af en person med fagkendskab for at sikre den faglige korrekthed.

Mansi (også kendt som voguler) er et ugrisk folk, som bor på Uralbjergenes nordøstre side ved bifloder til Ob og Tobol. De bor vest for hanti, som de er i slægt med.
Mansi ernærer sig overvejende ved jagt og fiskeri, især i udbredelsesområdets nordlige del. I en vis udstrækning drives også rendrift. Jordbruget udgør hovednæringen alene i de mest sydligt beliggende områder omkring Tavda.

## Benævnelse
Ordet mansi betød oprindelig "menneske, mand". Man anser, at ungarernes navn på sig selv magy-ar er dannet ud fra samme ordstamme.
Navnet vogul hidrører egentlig fra mansiernes naboer, komierne og hanti, hvor det forekommer i formen vakul ~ vogal. Nogen troværdig etymologisk forklaring findes endnu ikke. En modsvarende ordstamme findes også i navnet på en biflod til Ob. Fra disse sprog er ordet blevet overført til russisk, som igen har formidlet det til andre sprog. Navnet forekommer første gang i russiske krøniker 1396.
Russerne anvendte også benævnelsen "jugrer" om mansi; jugrerne nævnes blandt andet i Nestorkrøniken 1092. Med benævnelsen sigtedes på mansis og handiernes forfædre, Ob-ugrierne. Jugrerne fremtræder i historiske kilder frem til 1700-tallet.
Under den sovjetiske tid overgik man på russisk til folkets navn på sig selv. Mansi blev taget i brug for første gang 1785 af professor J. Georgi (1729-1802) ved Skt. Petersburgs universitet. I flere tilfælde kalder mansi også handierne for mansi.

## Udbredelse
Mansi bor fortrinsvis mellem Obs nedre løb og Ural, især omkring floden Tavda og dennes bifloder. Området er enormt, men har traditionelt haft en meget lav befolkningstæthed. Deres hovedbosætningsområde har fået status af nationalt område, men desuden bor de i Sverdlovsk-området. Tidligere har deres udbredelse været større og omfattet egnene omkring Perm, Petjora, Vjatka og floden Kamas øvre løb.

## Historie
Mansis historie som selvstændigt folk kan siges at begynde med, at ungarerne og Ob-ugriernes forfædre gik hver deres veje. Der er delte meninger om tidspunktet for denne splittelse. En del forskere vil lægge det til ca 1.000 f.Kr. (Setälä), andre til 600 f.Kr. (Hajdú). Mere nøjagtige er oplysningerne om, hvornår mansis og hantiernes forfædre skiltes og efterhånden kom til at udgøre to særskilte folk.
De første oplysninger findes i Nestorkrøniken, men først i 1300-tallet forekommer i samme kilder antydninger om, at man har at gøre med to særskilte folk. Fra 1265 foreligger oplysninger om, at jugra-folket tilhørte Novgorods beskatningsområde. Såvel mansi som hanti havde på denne tid egne fyrster som herskere, og under disses ledelse besluttede man at gå til modangreb mod russerne. Men man måtte også kæmpe mod de sydfra indtrængende tatarer, der også beskattede dem. Novgorod trængte helt frem til Ob 1364. Mansi gik da til modangreb. Højdepunktet i denne modstandsbevægelse udgjorde angrebet vestpå over Uralbjergene 1455 under fyrst Asykas ledelse. Angrebet rettedes mod Moskvas støttepunkt i Vytjegda, og ved dette myrdedes biskop Gerasim i Perm. Han var den første missionær, som forsøgte at kristne ugrierne. Russernes fremgangsrigeste felttog blev Ivan 3.s erobringstog til Ob. Som resultat af dette tilføjede han til sine hæderstitler navnet "jugrare". Trods dette blev det dog fyrst Jermak, som tildeltes benævnelsen "Sibiriens erobrer", idet han mod slutningen af 1500-tallet foretog et nyt erobringstogt mod folkene i det vestlige Sibirien. I alle disse konflikter var det fortrinsvis mansi, som var drivkraften bag modstanden, efter som hantierne på dette tidspunkt havde trukket sig tilbage til områderne øst for Ob.
Den endelige kristning af mansi begyndte under Peter den stores tid, da munken Feodor (som biskop kaldet Filofei) blev mansis apostel. Deres religion kendetegnes af shamanisme og bjørnedyrkelse, og overgangen til kristendommen skete blot til det ydre. Mansi, som ikke var bekendte med handel og købslåning, blev snart de indflyttede russiske købmænds kunder og havnede i afhængighed af de fremmede.

### Hanti-Mansi nationale område
I 1930 oprettedes et såkaldt nationalt område (oprindeligt kaldet "Ostjak-Vogul autonome nationale distrikt", fra 1940 "Hanti-Mansi nationale distrikt") på 523.100 km2 fælles for hantier og mansi for at sikre deres sprog og kultur. Reelt blev dette formål undergravet af en vedvarende tilflytning fortrinsvis af russere:
|           | Folketælling 1939 | Folketælling 1959 | Folketælling 1970 | Folketælling 1979 | Folketælling 1989 | Folketælling 2002 |
| --------- | ----------------- | ----------------- | ----------------- | ----------------- | ----------------- | ----------------- |
| Hantier   | 12,238 (13.1%)    | 11,435 (9.2%)     | 12,222 (4.5%)     | 11,219 (2.0%)     | 11,892 (0.9%)     | 17,128 (1.2%)     |
| Mansier   | 5,768 (6.2%)      | 5,644 (4.6%)      | 6,684 (2.5%)      | 6,156 (1.1%)      | 6,562 (0.5%)      | 9,894 (0.7%)      |
| Nenets    | 852 (0.9%)        | 815 (0.7%)        | 940 (0.3%)        | 1,003 (0.2%)      | 1,144 (0.1%)      | 1,290 (0.1%)      |
| Komier    | 2,436 (2.6%)      | 2,803 (2.3%)      | 3,150 (1.2%)      | 3,105 (0.5%)      | 3,000 (0.2%)      | 3,081 (0.2%)      |
| Russere   | 67,616 (72.5%)    | 89,813 (72.5%)    | 208,500 (76.9%)   | 423,792 (74.3%)   | 850,297 (66.3%)   | 946,590 (66.1%)   |
| Ukrainere | 1,111 (1.2%)      | 4,363 (3.5%)      | 9,986 (3.7%)      | 45,484 (8.0%)     | 148,317 (11.6%)   | 123,238 (8.6%)    |
| Tatarer   | 2,227 (2.4%)      | 2,938 (2.4%)      | 14,046 (5.2%)     | 36,898 (6.5%)     | 97,689 (7.6%)     | 107,637 (7.5%)    |
| Andre     | 1,026 (1.1%)      | 6,115 (4.9%)      | 15,629 (5.8%)     | 43,106 (7.6%)     | 163,495 (12.7%)   | 223,959 (15.6%)   |

Det første møde med sovjetmagten bestod i, at denne hensynsløst henrettede alle dygtige fiskere og rensdyrhyrder med begrundelsen, at de var kulakker.[kilde mangler] Derefter satte sovjetmagten ind med anklager rettede mod shamaner og opretholdelsen af folkelige traditioner.
I 1930'erne skabtes tillige et skriftsprog i det latinske alfabet baseret på de nordlige dialekter, som da havde størst udbredelse. Dette skriftsprog blev udformet af sprogforskeren V. N. Tjernetsov. Det latinske alfabet blev imidlertid forbudt i 1938 og erstattet af kyrillisk. Dette indebar en forringelse, idet sprogets såkaldte "kvantitetsforhold" (der har med udtalen at gøre) lod sig afspejle i det latinske men ikke i det kyrilliske alfabet.
I 1960-erne blev der fundet store olie- og gasfelter i Sibirien, og dette gav anledning til en voldsom industriel udvikling og i tilknytning hertil indstrømning af fremmed arbejdskraft, der fik høje lønninger og særlige fordele, og som kun var interesserede i en hurtig, kortvarig udbytning. For mansi indebar udviklingen tillige en ødelæggelse af deres levesteder: på grund af havarier strømmede årligt 20.000-25.000 tons olie ud på jorden. I 1960-erne ødelagdes 6 millioner hektar græsningsland for rensdyrene,[kilde mangler] og 200.000 ha gode fiskevande blev ødelagt af forurening.[kilde mangler] Som resultat heraf faldt udbyttet ved rensdyravlen til omkring en tiendedel af dennes tidligere størrelse.[kilde mangler]
Den sovjetiske udbytning af mansis hjemegn blev så meget tydeligere derved, at af en eksport af olie og gas til en værdi på over 200 milliarder dollars fik den hjemmehørende befolkning ikke en skilling. Ydermere bevirkede den udbyttende virksomhed at den stedlige befolkning efter behov blev tvangsforflyttet fra deres hjemegne. I 1979 var kun 43% af mansi beskæftiget ved traditionelle næringsveje, resten måtte klare sig med tilfældigt arbejde eller var uden arbejde. Alkoholisme var udbredt og mansi begik i udstrakt grad selvmord. Den gennemsnitlige levetid var blot 40-45 år.

## Antal og fordeling
Mansiernes udvikling i det 20. århundrede har ifølge officielle folketællinger været følgende:
| År   | Antal | Andel i % som taler modersmål |
| ---- | ----- | ----------------------------- |
| 1897 | 7.600 |                               |
| 1926 | 5.700 |                               |
| 1959 | 6.449 | 59,2                          |
| 1970 | 7.710 |                               |
| 1979 | 7.563 | 49,5                          |
| 1989 | 8.474 | 37,1                          |

Ifølge Ethnologue (2013) benytter i alt 940 personer mansisk som modersmål.

## Levevis
Mansi lader sig efter næringsveje inddele i tre hovedgrupper: mod nord lever de fortrinsvis af jagt og fiskeri. I områderne ved Sosva og øvre Lozva forekommer rensdyravl. Egentligt landbrug udøves kun i de sydlige udbredelsesområder omkring Tavda, hvor man avler rug, byg, havre, kartofler, roer med mere. Af husdyr er hesten mest udbredt, kvæg og får holdes i mindre omfang. Kød og fisk udgør de mest udbredte fødeemner. Fisken kan spises kogt, røget, tørret eller rå.
Mansi bor overvejende i landsbyer beliggende i ådale omkring floderne Sosva, Sygva, Lozva, Vagilsk, Pelymka, Konda og Tavda.